# Gleann Cholm Cille
Gleann Cholm Cille (en anglès Glencolmcille o Glencolumbkille) és un districte costaner d'Irlanda, al comtat de Donegal, a la província de l'Ulster. Es troba a la Gaeltacht an Láir, tot i que només el 34% de la població són parlants nadius d'irlandès. El principal centre és An Caiseal. El seu nom vol dir "vall de Colm Cille". Sant Colm Cille, o Columba, és un dels tres sants patrons d'Irlanda (juntament amb Patrici d'Irlanda i Santa Brígida). Colm Cille i els seus seguidors van viure a la vall un temps, i en són testimonis les ruïnes de les esglésies que hi van construir.

## Història

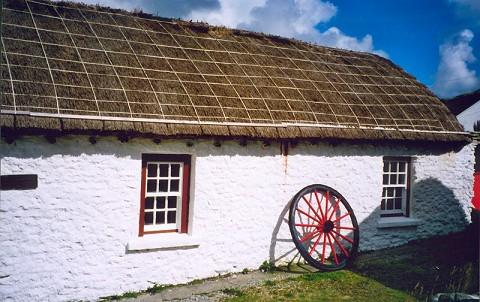
Casa típica com a Folk Village Museum.

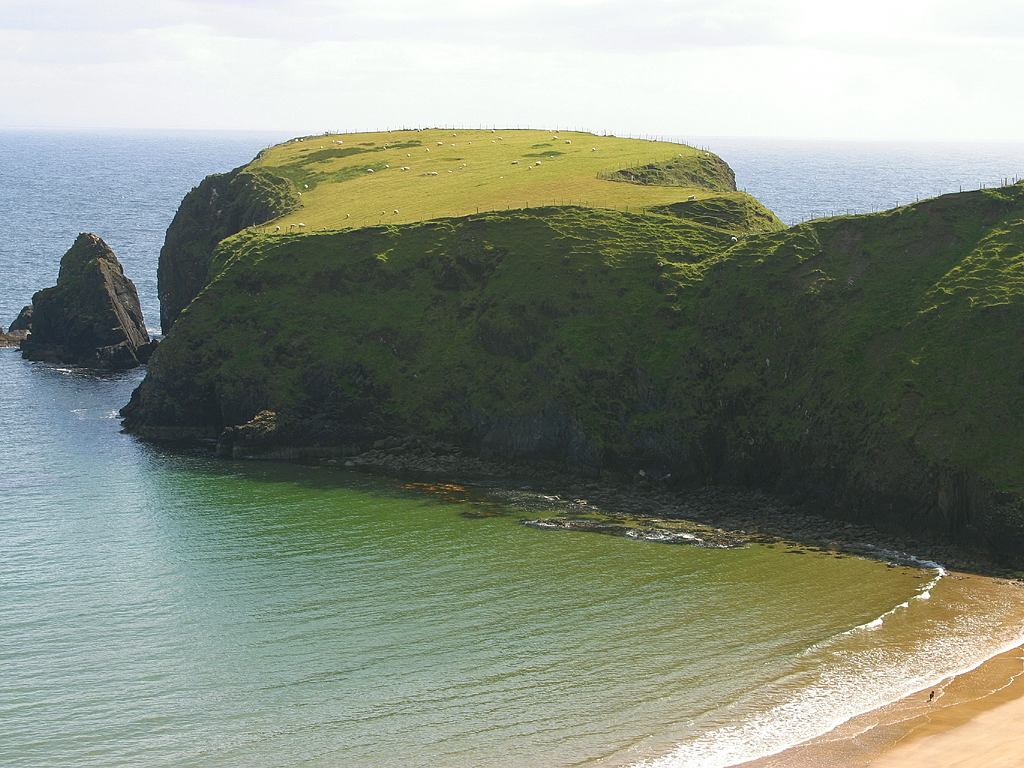
Trabane Strand

Entre el 4.000 i el 3.000 abans de Crist s'hi assentaren pobles agricultors. Hi ha cairns de pati ben conservats a Mainnéar na Mortlaidh i An Clochán Mór. També hi ha dolmens menys elaborats del 2000 aC a Málainn Mhóir.
El districte fou famós un cop com a parròquia del pare James McDyer (1910–1987), defensor dels drets dels agricultors i que ajudà a l'establiment d'indústries de base comunitària a la zona.
Des dels anys 1930 hi funciona un consell parroquial (Comhairle Paróiste Ghleann Cholm Cille) per curar dels interessos i necessitats dels residents. Els seus membres són escollits entre els residents de l'àrea de l'església de Gleann Cholm Cille cada tres anys.

## Cultura
Gleann Cholm Cille iés la llar de l'artista dublinenc Kenneth King amb obres de temàtica naval, marinera, costanera i de fars. El compositor britànic Arnold Bax va fer moltes visites al lloc entre 1904 i 1930. Aparentment Bax va compondre moltes de les seves obres i poemes mentre va estar aquí.
Com a belleses naturals val a destacar els penya-segats de Slieve League (Sliabh Liag), The Silver Strand (An Tráigh Bhán) a Malin Beg (Málainn Bhig), i Glen Head (Cionn Ghlinne).
Al centre d'aquesta Gaeltacht, el districte és ben conegut com a seu de l'Oideas Gael, un institut per a aprendre irlandès fundat el 1984 per a promoure la llengua i cultura irlandeses.
A Gleann Cholm Cille es van filmar els exteriors de la pel·lícula The Railway Station Man el 1992, amb Julie Christie, Donald Sutherland i John Lynch.